# Rapadalen
Rapadalen er en cirka 35 kilometer lang dalstrækning i Sarek Nationalpark i Jokkmokks kommune i Lappland i det nordligste Sverige.  Dalen omgives af stejle bjergskråninger, blandt andre Skierfe, Piellorieppe og Skårkimassivet, og gennemskæres af elven Rapaätno.
Vegetationen udgøres hovedsagelig af skov bestående af fjeldbirk.
Gennem Rapadalen går en ofte anvendt vandringssti til det centrale Sarek.
Midt i Rapadalen ligger det langstrakte delta Rapaselet, og inden udløbet i Laitaure det store Laitauredelta.